# Marian Biskup
Marian Biskup (Inowrocław, 19 dicembre 1922 – Toruń, 16 aprile 2012) è stato uno storico polacco.

Biskup nacque a Inowrocław. Ha scritto numerosi libri su Niccolò Copernico. Biskup è anche conosciuto anche per i suoi lavori sulla storia di Toruń.

## Opere
- Stosunek Gdańska do Kazimierza Jagiellończyka w okresie wojny trzynastoletniej 1454-1466 (1952)
- Gdańska flota kaperska w okresie wojny trzynastoletniej 1454-1466 (1953)
- Zjednoczenie Pomorza Wschodniego z Polską w połowie XV wieku (1959)
- Trzynastoletnia wojna z Zakonem Krzyżackim 1454-1466 (1967)
- Polska a Zakon Krzyżacki w Prusach w początkach XVI wieku (1983)
- "Wojna pruska", czyli Wojna Polski z Zakonem Krzyżackim z lat 1519-1521 (1991)